# Speciose Ayinkamiye
Speciose Ayinkamiye é uma política ruandesa, actualmente membro da Câmara dos Deputados no Parlamento do Ruanda.
Ayinkamiye representa a Província Ocidental e o seu distrito é o de Rubavu.
De 2000 a 2001, Ayinkamiye foi professora. De 2002 a 2018, ela ocupou vários cargos no Parlamento do Ruanda: editora Hansard (2002–2009), secretária de comité (2009–2014) e redação legal (2014-2018).
Em setembro de 2018, Ayinkamiye foi eleita para a Câmara dos Deputados no Parlamento do Ruanda.
Ayinkamiye faz parte do conselho do KCB Bank Rwanda Limited, e também faz parte do Comité Executivo das Mulheres Parlamentares da Commonwealth.